# Cube Entertainment
Cube Entertainment (hangeul : 큐브엔터테인먼트) est un label discographique sud-coréen fondé en 2008 par Hong Seung-sung, un ancien directeur de JYP Entertainment. Souvent considéré comme le cinquième plus gros label de Corée du Sud, derrière le Big 4, Cube Entertainment est connu pour avoir notamment produit les groupes de K-pop à succès 4Minute, Beast, BTOB, et i-dle.
Le 9 avril 2015, l'agence Cube Entertainment entre officiellement en bourse, et devient donc la 5e agence à être cotée au KOSDAQ.
En février 2020, la société VT GMP devient le principal actionnaire de Cube Entertainment. Le mois suivant, Hong Seung-sung exprime son inquiète face à ce changement de direction puis annonce son départ de Cube Entertainment,. Kang Seung-gon, directeur chez VT GMP, prend ensuite en charge la gestion générale du label.

## Philosophie de l'agence
L'agence se porte sur des idoles artistes, tournées sur la composition, l'écriture et la performance de leurs chansons. 
Contrairement à de nombreuses agences, il n'est pas interdit pour les stagiaires (trainees) ou pour les nouvelles idoles d'avoir des relations amoureuses.
Le 12 septembre 2018, le PDG de l’agence Cube Entertainment renvoie deux de ses idols : HyunA (artiste solo et ex-membre du groupe 4Minute) et E’Dawn (ex-membre du groupe Pentagon) suite de la révélation de leur histoire d’amour le 3 août 2018,. Cependant, l'agence affirme quelques heures plus tard que cette décision est en cours et par conséquent que rien n'est encore officiel. Le 15 octobre 2018, Cube Entertainment confirme le départ de HyunA et E'Dawn.

## Artistes

### Groupes
- (G)I-dle
- Lightsum
- Nowz[13]

### Acteurs
- Kwon Eun-bin
- Moon Seung-you
- Moon Su-young
- Park Do-ha

### Humoristes
- Jung Ji-woo
- Lee Eun-ji
- Lee Sang-joon
- Park Mi-sun

## Anciens artistes
Liste des groupes et artistes anciennement sous Cube Entertainment :

### Groupes
- M4M (2013–2014)
- 4Minute (2009–2016)[14]
  - Nam Ji-hyun (2009–2016)
  - Heo Ga-yoon (2009–2016)
  - Jeon Ji-yoon (2009–2016)
  - Kwon So-hyun (2009–2016)
  - Hyuna (2009–2018)[15]
- Beast (2009–2016)[16]
  - Yoon Doo-joon (2009–2016)
  - Yang Yo-seob (2009–2016)
  - Lee Gi-kwang (2009–2016)
  - Son Dong-woon (2009–2016)
  - Yong Jun-hyung (2009–2016)
  - Jang Hyun-seung (2009–2021)[17]
- A Train To Autumn (2018–2020)
- CLC (2015–2022)[18]
  - Elkie (2015–2021)[19]
  - Sorn (2015–2021)[20]
  - Seungyeon (2015–2022)[21]
  - Yeeun (2015–2022)[21]
  - Yujin (2015–2022)
  - Seunghee (2015–2024)[22]

- Pentagon (2016–2023)
  - E'Dawn (2016–2018)[23]
  - Yeo One (2016–2023)[24]
  - Yan An (2016–2023)[24]
  - Yuto (2016–2023)[24]
  - Kino (2016–2023)[24]
  - Wooseok (2016–2023)[24]
  - Hongseok (2016–2023)[25]
  - Jinho (2016–2025)[26]
  - Hui (2016–2025)[27]
- BTOB (2012–2023)[28]
  - Jung Il-hoon (2012–2020)[29]
  - Seo Eun-kwang (2012–2023)[28]
  - Lee Min-hyuk (2012–2023)[28]
  - Lee Chang-sub (2012–2023)[28]
  - Lim Hyun-sik (2012–2023)[28]
  - Peniel (2012–2023)[28]
  - Yook Sung-jae (2012–2023)[28]

### Groupes projets
- Trouble Maker (2009–2014)
- Triple H (2017–2018)

### Solistes
- Oh Ye-ri (2013–2015)
- Rain (2013–2015)[30]
- G.NA (2010–2016)[31]
- Shin Ji-hoon (2013–2016)[32]
- Roh Ji-hoon (2011–2017)[33]
- Jo Woo-chan (2017–2019)[34]
- Lai Kuan-lin (2017–2021)[35]
- Soojin (ex-membre de (G)I-dle; 2018–2022)[36]
- Jo Kwon (2017–2024)[37]

### Acteurs et comédiens
- Park Min-ha (2015–2017)
- Seo Woo (2016–2017)
- Choi Dae-hoon (2016–2017)
- Kim Ki-ri (2012–2018)[38]
- Lee Ye-rim (2022–2023)
- Lee Hye-ji (2022–2023)
- Lee Hwi-jae (2018–2023)[39]
- Kim Jin-woo (2021–2023)[40]
- Na In-woo (2012–2024)[41]
- Kim Kyung-ah (2021–2024)
- Yoo Seon-ho (2017–2024)[42]

## Partenariats

### Labels distributeurs
- Corée du Sud : Kakao Entertainment (depuis 2017)[43],[44]
- Japon : Universal Music Japan (depuis 2018)[45]
- Chine : Tencent Music Entertainment (depuis 2023)[46]
- International : Ingrooves (en) (depuis 2022)

Anciennement
- Chine : NetEase Music (2020–2023)[47]
- Chine : Alibaba Group (2020–2023)[48]

## Concerts
- 14 août 2011 : United Cube concert : Fantasy land concert
- 8 février 2012 : Musik Bank Cube concert à Paris
- 30 septembre 2015: United Cube Concert à Shanghai